# Episodi di Real Humans (prima stagione)
La prima stagione della serie televisiva Real Humans (titolo in svedese: Äkta människor) è stata trasmessa dal 22 gennaio al 18 marzo 2012 sul primo canale della televisione svedese e dal 1º dicembre 2012 al 2 febbraio 2013 dalla rete televisiva pubblica australiana SBS in lingua originale con i sottotitoli in inglese. La serie è stata successivamente trasmessa dal 31 gennaio al 28 febbraio 2013, al ritmo di due episodi per serata, sul canale francese Arte. In Italia la stagione è a tutt'oggi inedita.
| nº | Titolo originale | Titolo inglese                  | Titolo italiano | Prima TV Svezia  | Prima TV Australia | Prima TV Francia | Prima TV Italia |
| -- | ---------------- | ------------------------------- | --------------- | ---------------- | ------------------ | ---------------- | --------------- |
| 1  | Avsnitt 1        | Break In, Break Loose           |                 | 22 gennaio 2012  | 1º dicembre 2012   | 31 gennaio 2013  |                 |
| 2  | Avsnitt 2        | Trust No One                    |                 | 22 gennaio 2012  | 8 dicembre 2012    | 31 gennaio 2013  |                 |
| 3  | Avsnitt 3        | The Lord Shall Be Our Companion |                 | 29 gennaio 2012  | 15 dicembre 2012   | 7 febbraio 2013  |                 |
| 4  | Avsnitt 4        | Semi-Human Rights               |                 | 5 febbraio 2012  | 22 dicembre 2012   | 7 febbraio 2013  |                 |
| 5  | Avsnitt 5        | Power at Heart                  |                 | 12 febbraio 2012 | 29 dicembre 2012   | 14 febbraio 2013 |                 |
| 6  | Avsnitt 6        | Sly Leo                         |                 | 19 febbraio 2012 | 5 gennaio 2013     | 14 febbraio 2013 |                 |
| 7  | Avsnitt 7        | Blind Love                      |                 | 26 febbraio 2012 | 12 gennaio 2013    | 21 febbraio 2013 |                 |
| 8  | Avsnitt 8        | Make Haste                      |                 | 4 marzo 2012     | 19 gennaio 2013    | 21 febbraio 2013 |                 |
| 9  | Avsnitt 9        | Heritage                        |                 | 11 marzo 2012    | 26 gennaio 2013    | 28 febbraio 2013 |                 |
| 10 | Avsnitt 10       | The Code                        |                 | 18 marzo 2012    | 2 febbraio 2013    | 28 febbraio 2013 |                 |

## Primo episodio
- Titolo in inglese: Break In, Break Loose
- Diretto da: Harald Hamrell
- Scritto da: Lars Lundström

### Trama
Il primo episodio serve ad introdurre i principali personaggi che si evolveranno in seguito.
Leo Eischer guida un gruppo di hubot liberi riprogrammati per essere capaci di emozioni, desideri e libera volontà. Il gruppo include Mimi, Niska, Fred, Gordon, Flash, Marylyn e Max. Essi sono in fuga e combattono per restare liberi e trovare delle prese di corrente elettrica per ricaricarsi mentre vengono ricercati dalla polizia. Nel frattempo, Mimi viene rapita da un paio di delinquenti (guidati da Silas) ed è illegalmente riprogrammata e venduta in nero al proprietario del negozio di vendita al dettaglio "Hubot Market", Jonas. Sconvolto dal rapimento della hubot a cui era particolarmente legato, Leo parte alla ricerca di Mimi accompagnato da Max, dopo aver incaricato gli altri di recarsi senza di lui ad una chiesa vicina per chiedere asilo al vicario. In assenza di Leo, Niska assume il ruolo del capo del gruppo e mostra di essere totalmente senza scrupoli uccidendo due umani, non vista dagli altri hubot, per eliminare i testimoni della loro ultima ricarica. Analizzando i resti delle vittime la polizia inizia a sospettare che nel duplice omicidio possano essere coinvolti degli hubot.
Intanto un anziano signore, Lennart, entra in un supermercato a fare la spesa accompagnato dal suo hubot, Odi, a cui è affezionato come a un figlio. Il problema è che l'hubot è ormai da tempo difettoso e comincia a dare segni di malfunzionamento, danneggiando le merci in esposizione e reagendo in modo aggressivo contro le persone che cercano di fermarlo. In conseguenza di ciò, Lennart sarebbe obbligato per legge a portare Odi alla demolizione e a sostituirlo con un hubot nuovo, ma il legame tra i due è troppo forte e l'hubot difettoso viene invece conservato di nascosto nel seminterrato. Hans Engman, il genero di Lennart, accompagna il suocero in un negozio dove si acquistano gli hubot (lo stesso "Hubot Market" sopra citato) per trovargli un sostituto di Odi, e il proprietario del negozio, Jonas, riesce a vendergli una costosissima badante hubot (Vera) suggellando l'accordo con l'aggiunta di una giovane hubot (che non è altro che Mimi riprogrammata) offerta gratuitamente. La moglie di Hans, Inger, un avvocato impegnata duramente nel suo lavoro, è inizialmente contraria, temendo le conseguenze che potrebbero esserci sui tre figli della coppia, i quali hanno reazioni differenti e contrastanti nei confronti della giovane hubot. Viene stabilito un periodo di prova, in cui Inger valuterà gli effetti della presenza in casa dell'hubot, a cui viene dato il nome di Anita.
Il vicino di casa degli Engman, Roger, lavora in una fabbrica in cui il personale umano è ormai ridotto al minimo e quasi tutte le funzioni vengono svolte dagli hubot; egli non accetta la cosa positivamente, ma la vede anzi come una minaccia per il suo impiego. Sua moglie Therese sembra invece molto legata e attratta dal suo hubot, Rick, che tratta come un membro della famiglia, per esempio guardando la televisione insieme a lui e a suo figlio Kevin (di cui Roger è padre adottivo). Ciò manda Roger su tutte le furie, portandolo a picchiare prima l'hubot, o poi anche la moglie, la quale decide pertanto di lasciarlo, andandosene con l'hubot e il figlio. Rimasto solo, Roger attacca in segno di sfida un adesivo fuori della porta di casa, su cui appaiono le parole "Äkta människor" ("Veri umani").
Intanto, Lennart, scontento delle rigide regole che la nuova badante Vera vorrebbe imporgli con la scusa di tutelare la sua salute, cerca disperatamente di riattivare Odi, e dopo qualche tentativo infruttuoso, lo vede con gioia riaccendersi.

## Secondo episodio
- Titolo in inglese: Trust No One
- Diretto da: Harald Hamrell
- Scritto da: Lars Lundström

### Trama
L'episodio inizia con un flashback in cui si vede Leo bambino, suo padre David Eischer, l'hubot Niska (che era assistente di David) e Mimi, con cui Leo aveva un legame di forte amicizia. Tornando al tempo presente, la scena mostra Leo che vaga insieme all'hubot Max alla ricerca di Mimi. Lasciato Max a ricaricarsi in un parcheggio, Leo entra in un locale notturno (il "Paradiso degli Hubot") in cui gli hubot vengono offerti a pagamento per la soddisfazione sessuale dei clienti, e mostrando una foto di Mimi cerca di scoprire se è stata vista da qualcuno, ma senza risultato. Ad un certo momento, Leo si sente male e si rifugia in bagno, dove si scopre che anche lui possiede un cavo USB per ricaricarsi. Questo fatto rivela che Leo è solo parzialmente umano, e ha anche lui dei componenti robotici che lo obbligano a ricaricarsi regolarmente, come gli hubot.
Intanto il gruppo di hubot guidato da Niska, sempre braccato dalla polizia, prosegue la sua fuga, con la leader che mostra sempre più un'autonomia di pensiero unita ad una notevole freddezza. Alla fine gli hubot riescono a raggiungere la chiesa di campagna dove erano diretti, e il vicario (donna) li sorprende mentre, terminata la ricarica, riaprono gli occhi.
Quanto a Roger, esasperato dall'abbandono della moglie Therese e dalla solitudine, aggredisce un hubot sul lavoro e viene forzato a prendere un periodo di riposo, che utilizza per cercare di ritrovare la moglie e rivedere il figlio adottivo Kevin. Therese, dal canto suo, non pensa minimamente di tornare, ma inizia un rapporto quasi amoroso con il suo hubot Rick, incoraggiata a ciò dopo che la sua migliore amica Pilar le ha dichiarato esplicitamente di avere una vera e propria relazione col suo hubot Bo. Inger Engman, amica di entrambe, non sembra accettare per nulla la cosa, dato che considera gli hubot come delle macchine.
Intanto, in casa Engman Hans scopre ripetuti furti di oggetti e denaro e, interrogati i figli, viene fuori che Anita conosce il luogo dove sono nascosti gli oggetti rubati. Inger accusa immediatamente Anita dei furti e si irrita vedendo la sua tranquillità, definendola spregiativamente una cosa e dichiarando che intende riportarla al negozio, ma la figlia minore Sofia confessa di essere stata lei e ammette di aver rivelato ad Anita il nascondiglio degli oggetti rubati per ottenere la sua complicità e guadagnarsi la sua amicizia. È questo il momento in cui Inger comincia a cambiare atteggiamento, guardando Anita con commozione e dispiacere, sentendosi in colpa per averla accusata ingiustamente e iniziando a trattarla come una persona. In conseguenza di ciò, Inger decide di tenere Anita e chiede ai figli di trattarla come un membro della famiglia e non più come una domestica o una baby sitter.
Nel frattempo, Lennart cerca di fare di tutto per liberarsi del rigido controllo di Vera che frustra continuamente il suo desiderio di vivere liberamente e si rifugia spesso nel seminterrato insieme al suo precedente hubot, Odi, cercando di fargli ricordare il passato felice trascorso dai due.
Come ha scritto Cécilia Hopital su L'Express, "la particolarità di questo secondo episodio consiste nella presentazione dei ruoli dei diversi personaggi, che contrariamente alle apparenze, risultano invertiti. Un vecchio stanco cerca di insegnare al suo hubot a ricordare i tempi passati. Una madre di famiglia flirta come un'adolescente col suo hubot, davanti allo sguardo imbarazzato di suo figlio. Un essere umano sembra aver sviluppato un sistema per diventare un robot mentre cerca di aiutare gli hubot a divenire più umani." Una donna fortemente motivata dalla carriera di avvocato e profondamente realista e concreta giunge a vedere un hubot come una persona indifesa e bisognosa di cure e di affetto. "L'evoluzione dei personaggi e dei loro ruoli passa attraverso la loro rispettiva presa di coscienza, pur navigando tutti nell'incertezza. Real Humans si conferma pertanto come una serie atipica."

## Terzo episodio
- Titolo in inglese: The Lord Shall Be Our Companion
- Diretto da: Harald Hamrell
- Scritto da: Lars Lundström

### Trama
Incuriosita dal fatto che Lennart trascorra delle ore nel seminterrato, la sua badante hubot Vera riesce ad entrarvi e viene aggredita da Odi. La figlia di Lennart, Inger, va a casa del padre insieme al marito Hans, dove scoprono che Vera è stata danneggiata e deve essere riprogrammata, ma non riescono a comprendere il motivo del danneggiamento, non trovando Odi, che nel frattempo è stato nascosto. Lennart si lamenta con la figlia delle limitazioni che Vera gli impone con la scusa della sua salute e ottiene che a Vera vengano date delle nuove istruzioni, più elastiche. Ma Vera in realtà non sembra gradire la novità e fa prendere dei sonniferi a Lennart, a sua insaputa, dimostrando in questo modo di avere una qualche forma di pensiero autonomo. Indispettito dalla vita triste e sempre uguale che trascorre a causa dell'asfissiante controllo di Vera, Lennart decide alla fine di fuggire in macchina insieme a Odi.
Intanto Anita, vivendo ormai quasi come un membro della famiglia Engman, (il figlio maschio Tobias sta iniziando a provare dell'attrazione verso di lei), inizia ad avere dei ricordi sulla sua vita prima della riprogrammazione subita dopo il suo rapimento. In particolare, ricorda una scena in cui giocava con Leo ancora bambino e lo aveva salvato dall'annegamento il giorno in cui morì la madre di Leo. Il ricordo si ripresenta quando Inger porta Anita al negozio degli hubot, nel tentativo di farle ricordare le sue "origini" e la sua provenienza.
Nel frattempo, gli hubot guidati da Niska vengono accolti dal vicario donna, che decide di ospitarli nella soffitta della sua casa. Ella è convinta che essi non siano pericolosi, contrariamente a sua moglie, che invece non si fida di loro. Mentre stanno ricaricandosi, gli hubot iniziano a dare segni di personalità differenti: Gordon inizia a leggere una Bibbia trovandovi ispirazione per riflettere sul senso della vita e Flash inizia a sognare il matrimonio e una vita al fianco di un maschio umano, parlando addirittura di adottare dei bambini. Una squadra della sezione speciale della polizia che ricerca gli hubot (E-HURB) giunge a casa del vicario per interrogarla, ma ella nega di avere visto degli hubot fuggiaschi nella zona. Bea, una dei poliziotti, perquisisce la casa e raggiunge la soffitta, dove si trova faccia a faccia con Niska, ma per un motivo sconosciuto se ne va lasciandola stare.
Quanto a Leo, egli continua la sua ricerca di Mimi e si stabilisce temporaneamente nel locale notturno, lavorando come riprogrammatore degli hubot dei clienti che desiderano prestazioni particolari.
Roger partecipa per la prima volta ad una riunione del movimento anti-hubot "Äkta människor", dove incontra Malte, un esagitato attivista che vorrebbe passare dalle semplici parole a un'azione radicale di terrorismo e di pulizia etnica, e Bea, che sappiamo essere una poliziotta della sezione speciale e che sembra d'accordo con Malte per compiere un'azione dimostrativa. I tre si incontrano in privato e decidono di pianificare un attentato contro il negozio degli hubot. Bea riesce a tracciare la moglie di Roger, Therese, rivelandogli il suo indirizzo. Roger vi si reca per confrontarsi con Therese, e la colpisce nuovamente.
Questo episodio segna l'inizio della vera e propria azione che porterà tutti i personaggi ad affrontare le conseguenze delle loro scelte.

## Quarto episodio
- Titolo in inglese: Semi-Human Rights
- Diretto da: Harald Hamrell
- Scritto da: Lars Lundström

### Trama
Lennart, che sta fuggendo col suo vecchio hubot Odi alla guida, viene inseguito dalla polizia per eccesso di velocità; l'hubot inizia ad avere dei malfunzionamenti e perde il controllo dell'auto, causando un incidente. Per evitare che Odi venga catturato dalla polizia e mandato alla demolizione, Lennart gli dice di fuggire nel bosco vicino, spiegandogli che tornerà a prenderlo quando gli sarà possibile. Trascorse alcune ore, Odi esaurisce la sua carica e cade a terra, venendo successivamente prelevato dagli uomini di Silas (gli stessi che avevano rapito Mimi nel primo episodio), i quali lo riprogrammano per utilizzarlo come aiutante. Lennart intanto mente ai suoi familiari dicendo di essere stato da solo alla guida dell'auto e decide per il momento di fare buon viso a cattivo gioco, accettando la convivenza con l'assillante Vera.
Intanto Therese, che vive ormai insieme al suo hubot Rick e a suo figlio, chiede a Inger di iniziare un'azione legale per conto di lei e della sua amica Pilar; le due donne si sentono profondamente umiliate per la discriminazione subita una sera che, recatesi con i rispettivi hubot in un locale, non è stato loro consentito di entrare insieme agli hubot. Dopo alcune perplessità, Inger accetta di promuovere una causa legale.
Nello stesso tempo, Therese si reca al Paradiso degli Hubot, dove incontra Leo e gli chiede la modifica della programmazione di Rick, che lo renda capace di difenderla dalle aggressioni di Roger, ma lo metta anche in grado di avere dei rapporti sessuali. In conseguenza delle modifiche effettuate, quando Roger si reca un'altra volta a casa di Therese per parlarle, viene aggredito e percosso violentemente da Rick.
Roger, Bea e Malte proseguono nel loro piano di organizzare un attentato contro il negozio degli hubot in segno di protesta. Bea, tuttavia, inizia a comportarsi in modo strano, e si scopre alla fine che essa non è altro che un hubot libero che riesce a dissimulare la sua natura usando il trucco e delle lenti a contatto. Non è chiaro come sia riuscita ad entrare nella polizia e perché si sia infiltrata nel movimento estremista anti-hubot, ma in seguito emerge che Bea è in contatto con Niska tramite un sito internet di incontri e sta facendo pertanto un doppio gioco.
Niska, da parte sua, spiega ai suoi compagni hubot che il suo piano consiste nell'accentuare l'antagonismo tra gli umani favorevoli agli hubot e quelli contrari, spingendoli a combattere tra di loro indebolendosi reciprocamente allo scopo di permettere agli hubot liberi di diffondersi e di prendere il controllo della società.
Leo, lavorando al Paradiso degli Hubot, incontra un cliente che in cambio della modifica alla sua hubot per renderla capace di prestazioni sessuali gli rivela l'indirizzo degli uomini di Silas, con cui aveva avuto dei contatti. Leo decide di andare da Silas per chiedere informazioni su Mimi, ma l'incontro si risolve in una sparatoria e Leo viene catturato grazie all'intervento di uno degli hubot di Silas che riesce a immobilizzarlo.
L'episodio si conclude con un flashback, in cui viene rivelato che tutti gli hubot liberi sono i "figli" di David Eischer, il padre di Leo. Si scopre anche che Bea ha lo stesso volto della madre di Leo, che era annegata mentre nuotava in un lago quando Leo era bambino; nel tentativo di salvarla, Leo stesso aveva rischiato di annegare ed era stato salvato da Mimi. Tuttavia, il bambino era stato troppo tempo in acqua e rischiava di morire, ma suo padre aveva deciso di ricorrere illegalmente alla tecnologia degli hubot per salvarlo, col risultato di trasformarlo parzialmente in un organismo robotico, con la stessa necessità di ricaricarsi degli hubot. Tutti gli hubot liberi (ma anche Leo) portano un tatuaggio distintivo con le iniziali DE all'interno del gomito destro.
Come rileva Cécilia Hopital, "inizia ad emergere in questo episodio la centralità della figura di Leo. Egli si trova alla convergenza di tutte le storie sia nella realtà che simbolicamente: la sua condizione di "mezzo-uomo, mezzo-robot" gli conferisce un posto centrale in seno alla società e nella trama."

## Quinto episodio
- Titolo in inglese: Power at Heart
- Diretto da: Levan Akin
- Scritto da: Lars Lundström

### Trama
Ora che Rick, l'hubot di Therese, ha sviluppato una sua individualità, diviene un partner sessualmente soddisfacente per la donna, ma sta anche iniziando a diventare ostinato e arrogante, chiedendo a Therese di acquistargli dei vestiti "umani", proponendo di avere rapporti sessuali in luoghi e momenti inappropriati e uscendo di casa di sua iniziativa per andare a passeggio. Il figlio di Therese, Kevin, inizia a provare irritazione per la sua presenza in casa.
Jonas, il proprietario del negozio degli hubot, viene interrogato da un funzionario dei servizi segreti che sta indagando sul lavoro di un certo David Eischer (il padre di Leo), uno scienziato che aveva creato un programma capace di rendere autonomi gli hubot. Vi è il rischio che questo programma venga diffuso e provochi una ribellione generalizzata di tutti gli hubot; il duplice omicidio commesso nel primo episodio sembra collegato a questa eventualità. Questo discorso fa riflettere Jonas, che ricordando le caratteristiche dell'ultimo hubot da lui illegalmente acquistato (Mimi-Anita), comincia a preoccuparsi di poter essere collegato alla criminalità collegata agli hubot.
La causa legale promossa da Therese e Pilar per la tutela dei "diritti degli hubot" (che alcuni interpretano in realtà come "diritti dei proprietari degli hubot") rischia di arenarsi quando la società che gestisce il locale notturno dove era stato negato l'ingresso alle due donne offre loro una grossa somma a titolo di risarcimento. Le donne rifiutano sdegnate il tentativo di conciliazione e, dopo una discussione con il suo principale, Inger (che è il loro avvocato) decide di proseguire la causa per motivi di principio.
Nel frattempo, Leo è ancora prigioniero di Silas, che si accorge con raccapriccio della sua natura ibrida, metà umana e metà hubot. Silas vorrebbe eliminare Leo per non avere testimoni scomodi della sua attività illecita, e incarica di farlo due suoi hubot (uno di essi è Odi, che è stato riprogrammato), ma essi vengono interrotti da Jonas che è venuto per assicurarsi che Silas non riveli alla polizia i contatti avuti con lui, e questa interruzione permette a Leo di fuggire, non prima di aver sentito dire da Jonas che è lui che ha acquistato la giovane hubot rapita (Mimi). Recuperato Max, che era rimasto fermo ad aspettarlo in mezzo a un deposito di containers, Leo si dirige al negozio degli hubot, dove costringe Jonas a rivelare i nomi delle persone a cui ha venduto Mimi (Hans e Inger Engman).
Intanto, Bea, Roger e Malte continuano con i preparativi dell'attentato progettato al negozio degli hubot, e si dividono i compiti: Bea sarà di turno quella sera e dovrà depistare le indagini della polizia, Roger piazzerà la bomba nel negozio e Malte guiderà l'auto. Bea continua tuttavia a fare il doppio gioco, incontrandosi con Niska e programmando l'azione futura degli hubot. Roger e Malte si recano al negozio degli hubot nello stesso momento in cui Leo, in un ufficio all'interno, sta interrogando Jonas. L'attentato riesce e la bomba esplode non appena Leo esce dal negozio; scampato all'esplosione, Leo fugge in auto dirigendosi verso la casa degli Engman.
La figlia maggiore di Hans e Inger Engman, Mathilda, rimasta a casa dal lavoro, scopre dialogando con Anita che la giovane hubot non ha accesso ad una parte della sua memoria, anche se talvolta ha dei ricordi parziali della sua vita precedente alla sua riprogrammazione. Incuriosita, Mathilda collega Anita a un computer portatile con un cavo USB e, sotto la guida di Anita, riesce ad accedere al backup della memoria precedente e a ripristinarla. La conseguenza è che la personalità di Anita viene istantaneamente sostituita da quella di Mimi, che si guarda intorno smarrita, non sapendo dove si trova, e chiede a Mathilda dove si trovano Leo e gli altri hubot (intendendo il gruppo di hubot liberi guidato da Niska). Dopo un attimo di smarrimento, Mathilda chiede ad Anita come si chiama e che cosa significa il tatuaggio che porta all'interno del gomito destro. Anita risponde di chiamarsi Mimi, e che il tatuaggio la identifica come una dei "figli" di David Eischer. Alla domanda su chi sia David Eischer, Anita risponde: "Il nostro liberatore".

## Sesto episodio
- Titolo in inglese: Sly Leo
- Diretto da: Levan Akin
- Scritto da: Lars Lundström

### Trama
Pochi minuti dopo l'attentato, Malte invia un messaggio col suo cellulare rivendicando l'azione al "Fronte di Liberazione degli Umani Veri" e annunciando ulteriori azioni terroristiche fino alla completa eliminazione degli hubot dalla società. Roger, dal canto suo, prova sentimenti contrastanti, dimostrando nonostante tutto di non essere ancora completamente disposto a ricorrere all'uso della violenza.
Fuggito dal luogo dell'esplosione, in cui Max è stato distrutto e Jonas gravemente ferito, Leo riesce a raggiungere la via dove abitano gli Engman, ma a pochi passi dalla loro casa cade a terra perdendo i sensi. Il mattino seguente viene trasportato da un'ambulanza in ospedale, dove i medici scoprono i componenti robotici che sono inseriti nel suo corpo. Allarmati da questa scoperta, chiamano la polizia, che sospetta un collegamento tra Leo e gli omicidi e il recente attentato, ma intervengono i servizi segreti che spostano Leo in un luogo sconosciuto sotto la loro sorveglianza e iniziano a studiarlo per comprendere la motivazione dei suoi innesti cibernetici. Una volta ripresa conoscenza, Leo si rende conto della sua difficile situazione e, consapevole che Mimi si trova a casa degli Engman, chiede di essere assistito da un avvocato facendo il nome di Inger Engman.
Intanto Tobbe continua a provare attrazione verso Anita, e la situazione peggiora quando trova casualmente un chip aggiuntivo che era stato fornito insieme alla giovane hubot e che ha il compito di abilitarne le prestazioni sessuali. Il padre di Tobbe, Hans, aveva nascosto il chip nella libreria e scopre suo figlio proprio nel momento in cui lo trova. Superato il reciproco imbarazzo, i due riescono a parlare, e concludendo che l'utilizzo del chip sarebbe qualcosa di malato, Hans decide di liberarsi del chip gettandolo via.
Quanto a Lennart, frequenta per distrarsi un corso di pittura dove incontra una donna con cui stringe amicizia sotto lo sguardo apparentemente distaccato di Vera, che in realtà lascia trasparire una certa disapprovazione. Il che non impedirà a Vera di salvargli la vita quando più tardi Lennart sarà vittima di un attacco cardiaco. A seguito di questo incidente, Lennart apprende che la sua polizza di assicurazione gli permette di avere una copia clonata di sé stesso inserita in un hubot come forma di conforto per i suoi familiari in caso di morte. Egli inizia a valutare questa opzione.
Riguardo alla causa legale, la controparte chiede che venga effettuata una perizia sui due hubot di Therese e Pilar, per verificare che non siano stati illegalmente modificati e in conseguenza di ciò la causa viene definitivamente abbandonata dallo studio legale dove lavora Inger per evitare il rischio di un impatto negativo d'immagine. Le due donne sono profondamente scoraggiate, tanto più che i loro hubot continuano a manifestare sempre di più un pensiero autonomo e degli atteggiamenti individualistici, pretendendo di decidere per se stessi e anche per Therese e Pilar. Inger si sente anch'essa delusa e sembra rassegnarsi a tornare alle sue solite cause di poco conto, quando le viene comunicato che è stata scelta per la difesa di Leo. Intanto sua figlia Mathilda le ha rivelato la scoperta che ha fatto sul conto di Anita, ma Inger non sembra per il momento dare importanza alla cosa.
Alla stazione di polizia intanto, Bea regala al collega Ove per il suo compleanno un portachiavi in forma di robot in cui è inserita una chiave USB; rimasta da sola, si trova nella necessità di doversi ricaricare ma viene scoperta dal collega, riuscendo a fuggire e rifugiandosi a casa di Roger, a cui racconta di essersi lasciata col suo ragazzo e a cui chiede ospitalità. Roger, che è attratto da lei e dai suoi modi accattivanti, accetta di ospitarla ed entrambi si trovano di fronte Malte, ormai divenuto instabile e paranoico, che fugge dopo averli minacciati con la pistola.
Intanto nel gruppo di Niska cominciano i problemi legati all'autonomia di pensiero dei singoli hubot, che iniziano a mostrare divergenze di opinioni e di valori. Flash ha una reazione di disgusto allo scoprire la relazione omosessuale tra il vicario e sua moglie, giungendo a insultare quest'ultima. Costretta da Niska a scusarsi, ribadisce la sua convinzione che una donna debba unirsi con un uomo per formare una famiglia e avere dei figli. La moglie del vicario replica che questa idea non può essersi formata autonomamente dentro di lei, ma deve esserle stata inserita da qualcuno: lei è una macchina, non una persona. Questo fatto conferma l'allontanamento delle convinzioni personali di Flash da quelle degli altri componenti del gruppo, e la giovane hubot decide pertanto di andarsene per cercare di realizzare autonomamente i suoi sogni. Gordon, da parte sua, chiede al vicario di poter partecipare alle funzioni religiose per approfondire la sua conoscenza della Bibbia. Una volta identificato come un hubot, viene però cacciato dalla chiesa dalla folla inferocita, nonostante il vicario cerchi di difenderlo e di far riflettere tutti sulla possibilità che il pensiero autonomo di Gordon riveli la presenza di un'anima e lo qualifichi pertanto come una persona. Inutilmente il vicario fa riferimento alla storia dell'umanità, con i numerosi casi in cui popoli ritenuti inferiori erano stati considerati "senz'anima". Questi fatti rivelano che la situazione si è deteriorata al punto che Niska decide di lasciare la chiesa insieme agli altri hubot, dopo aver minacciato con un coltello la moglie del vicario che stava per chiamare la polizia, facendola fuggire terrorizzata.

## Settimo episodio
- Titolo in inglese: Blind Love
- Diretto da: Levan Akin
- Scritto da: Lars Lundström

## Ottavo episodio
- Titolo in inglese: Make Haste
- Diretto da: Levan Akin
- Scritto da: Lars Lundström

Trama
Malte si presenta a casa di Roger chiedendo di poter recuperare delle cose lasciate precedentemente a casa sua. Nonostante le proteste di Bea scende in cantina con l'intenzione di suicidarsi sparandosi un colpo in bocca ma viene fermato da Niska lì nascosta con gli altri. Nella confusione che segue Malte e Roger non si accorgono della presenza di altri in casa e Bea si prende la responsabilità di aver preso la pistola a Malte. L'uomo, visibilmente alterato, verrà poi ospitato in casa di Roger che sostiene con una reticente Bea come gli sia dovuto aiutare un amico in difficoltà. Bea si confronta con gli altri Hubot che le chiedono se Roger sia innamorato di lei e se per lei arriverebbe ad uccidere. Lei risponde che ha bisogno ancora di tempo. Poco dopo Roger le dichiara il suo amore e Bea afferma di ricambiarlo ma poi lo respinge quando le sue avance si fanno troppo insistenti. Ripresentatosi con un mazzo di fiori, Roger trova Bea seminuda sul letto ma con la spina attaccata, gli viene così rivelata la vera natura della ragazza che infine accetta anche se con qualche iniziale riserva. La mattina, mentre i due si tengono teneramente la mano, Malte entra in cucina ed ha una reazione isterica vedendo la spina uscire dal corpo della ragazza. Roger cerca di tranquillizzarlo ma rimane a sua volta basito vedendo gli Hubot uscire dalla porta della cantina. Bea si giustifica sostenendo come lui stesso avesse precedentemente affermato l'importanza di aiutare un amico in difficoltà.
Theresa si sente un po' pressata dal comportamento di Rick e chiede a Pilar di uscire con lei senza i loro Hubot per svagarsi un po'. Quando le donne comunicano la decisione a Bo e Rick, quest'ultimo dimostra fortemente il suo disappunto finché Therese, stanca del suo comportamento e non disposta ad accogliere le sue richieste, non lo spegne imitata da Pilar che fa lo stesso con Bo. Il giorno dopo Rick non sembra aver dimenticato l'accaduto, anzi, manifesta ulteriormente comportamenti sprezzanti e aggressivi sia con Kevin che con Therese, ma segue comunque la donna al lavoro. Durante la giornata, evade però dalla palestra inseguendo due ragazze con l'intenzione di corteggiarle insieme a Bo, ma al loro diniego non si dà per vinto come quest'ultimo, che torna da Pilar, bensì continua ad allontanarsi finché non si scarica completamente. Therese lo recupera in una sorta di canile per Hubot ma a casa le cose tra i due continuano a non migliorare. Intanto arriva una notifica di ispezione per verificare che gli Hubot non abbiano subito manomissioni illegali.
Tobbe inizia a frequentare una ragazza che, con la complicità del padre, invita a casa con l'intenzione di avere con lei un rapporto sessuale. Il piano fallisce miseramente dal momento che lui non riesce a provare attrazione se non per Anita e infine il ragazzo rivela alla bella Hubot i suoi sentimenti ricevendo in cambio un tenero abbraccio.
Inger riesce, minacciando di rivolgersi alla stampa, a far riaprire il caso di Leo e ad ottenere un interrogatorio con il ragazzo apparentemente lontano da orecchie indiscrete. Leo non le rivela molto, ma le fa promettere di proteggere Anita a qualunque costo e le chiede di recapitarle un bigliettino. Inger registra il loro colloquio al cellulare, ma nel ritornare a casa viene scippata da un uomo che lei sospetta far parte dei servizi segreti.
Nel frattempo il capo dei servizi segreti prende contatto con Jonas che è sopravvissuto completamente sfigurato dall'incendio del negozio. Jonas rivela che suo padre, amico di David Eischer avesse ricevuto una lettera con le indicazioni su come rendere liberi gli Hubot.
Dei flashback rivelano come Eischer durante la riprogrammazione di Bea, l'Hubot con l'aspetto della deceduta moglie Beatrix, si fosse bloccato in preda ai rimorsi e avesse deciso di non portare avanti l'operazione. Fu Niska a completare l'operazione e ad indurre Bea ad andarsene dal laboratorio subito dopo, lasciandole una quantità discreta di soldi per poter sopravvivere nel mondo degli umani.

## Nono episodio
- Titolo in inglese: Heritage
- Diretto da: Harald Hamrell
- Scritto da: Lars Lundström

## Decimo episodio
- Titolo in inglese: The Code
- Diretto da: Harald Hamrell
- Scritto da: Lars Lundström